# 1968年夏季奥林匹克运动会厄瓜多尔代表团
1968年夏季奥林匹克运动会厄瓜多尔代表团是厄瓜多尔派出的1968年夏季奥林匹克运动会代表团。